# Canova (Dakota du Sud)
Pour les articles homonymes, voir Canova.
Canova est une municipalité américaine située dans le comté de Miner, dans l'État du Dakota du Sud.
Fondée en 1883, la localité doit son nom au sculpteur italien Antonio Canova.

## Démographie
Selon le recensement de 2010, Canova compte 105 habitants. La municipalité s'étend sur 0,31 milles carrés (0,8 km2).
| 1900 | 1910 | 1920 | 1930 | 1940 | 1950 |
| ---- | ---- | ---- | ---- | ---- | ---- |
| 169  | 311  | 338  | 364  | 333  | 340  |

| 1960 | 1970 | 1980 | 1990 | 2000 | 2010 |
| ---- | ---- | ---- | ---- | ---- | ---- |
| 247  | 204  | 194  | 172  | 140  | 105  |